# Gastralium

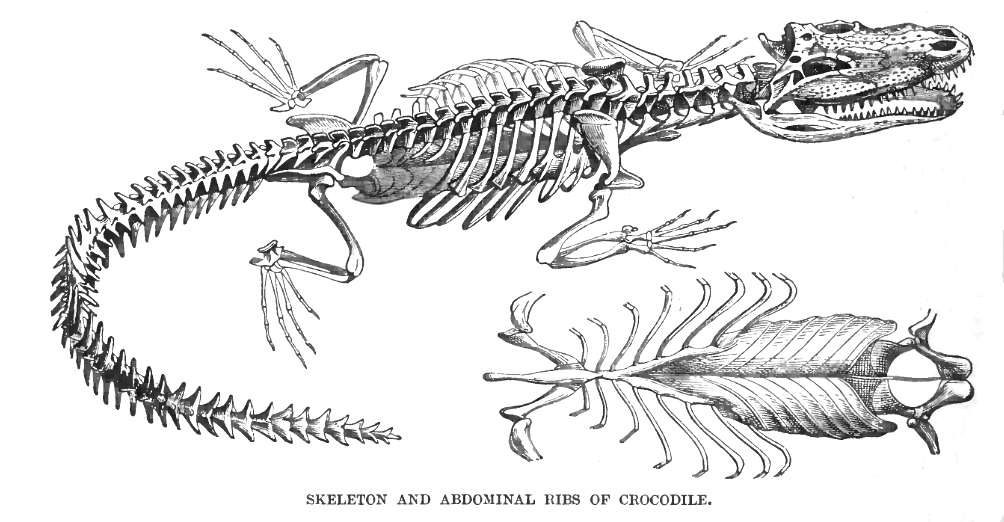
A krokodilok hasi bordái gastraliává alakultak át

A gastralia (egyes számban gastralium) olyan bőrcsontokat jelent, amelyek a krokodil és hidasgyík fajok ventrális testfalánál helyezkednek el. A szegycsont és a csípő között találhatók és nem állnak összefüggésben a gerinccel. A modern állatoknál a hasüreget támogatják, és tapadási pontként szolgálnak a hasizmok számára.
E csontok a rhipidistiákra, a labyrinthodontákra és az Acanthostegára jellemző ventrális pikkelyekből fejlődhettek ki, és kapcsolódhatnak a teknősök hátpáncéljának ventrális elemeihez. Hasonló, de nem homológ porcos elemek találhatók a gyíkoknál és az anuráknál. E struktúra csoportok terminológiája zavaros; a szegycsonti bordákkal (elcsontosodott kosztális porcokkal) együtt, hasi bordáknak nevezik ezeket a testrészeket, de e kifejezés használata nem ajánlott.
A gastralia különféle kihalt állatoknál is megtalálható volt, köztük a theropoda és prosauropoda dinoszauruszoknál, a pterosaurusoknál, a plesiosaurusoknál és a champsosauridáknál. A dinoszauruszok esetében az elemek a középvonaluk mentén cikkcakkban elrendezve összefüggtek egymással, és segíthették a légzést. A feltételezés szerint a bazális madármedencéjűeknél és a sauropoda dinoszauruszoknál (elsősorban  az Eobrontosaurusnál) is jelen voltak, ám e felfedezések tévesek is lehetnek.

## Fordítás
Ez a szócikk részben vagy egészben  a   Gastralium című angol Wikipédia-szócikk ezen változatának fordításán alapul.  Az eredeti cikk szerkesztőit annak laptörténete sorolja fel. Ez a jelzés csupán a megfogalmazás eredetét és a szerzői jogokat jelzi, nem szolgál a cikkben szereplő információk forrásmegjelöléseként.